# Глинное (Львовская область)
Глинное (укр. Глинне) — село в Дрогобычской городской общине Дрогобычского района Львовской области Украины.
Население по переписи 2001 года составляло 37 человек. Занимает площадь 0,432 км². Почтовый индекс — 82122. Телефонный код — 3244.